# Bascom (Florida)
Bascom város az USA Florida államában, Jackson megyében. Lakosainak száma 87 fő (2020. április 1.).

## Népesség
A település népességének változása:

| 2010 | 121 |
| 2020 | 87  |